# Nick Van Eede
Nick Van Eede (nacido como Nicholas Eede, 14 de junio de 1958) es un músico, productor discográfico y compositor inglés, reconocido por haber compuesto y cantado la canción "(I Just) Died in Your Arms" de la banda Cutting Crew, de la cual es vocalista. La canción fue un gran éxito, logrando encabezar las listas de éxitos estadounidenses.

## Carrera
Eede fue descubierto por el mánager Chas Chandler, quien lo envió a Polonia en una gira como soporte de la agrupación Slade. Más tarde formó la agrupación The Drivers (1981-1983). En 1985 fundó Cutting Crew, agrupación con la que logró impactar en las listas de éxitos con la mencionada canción "(I Just) Died in Your Arms", del álbum de 1986 Broadcast. En 1996 audicionó para ser el nuevo cantante de la banda Genesis tras la salida de Phil Collins, perdiendo el puesto ante Ray Wilson.